# Actionspeax
Actionspeax var et dansk gratis magasin, som omhandlede forskellige aspekter af hiphopmiljøet, såsom musik, mode, graffiti osv.
Actionspeax udkom omkring 4 gange om året i 25.000 eksemplarer af lidt over 100 sider, hvoraf en del var reklamer, da det var på denne måde at magasinet blev finansieret. Den første udgave udkom i slutningen af 2004 med Marc Urban som ansvarshavende redaktør. Senere trak Marc Urban sig dog tilbage, da han valgte at koncentrere sig mere om sine tøjbutikker, hvilket betød at Torben Portland med assistance fra Johnny Hefty overtog stolen som redaktører.
Da Actionspeax ikke havde nogen indtjening ved salg, blev størstedelen af artiklerne i bladet skrevet af frivillige skribenter fra hiphopkulturen, hvorfor Actionspeax også havde taget sloganet "Af hiphoppere, til hiphoppere" til sig.
Actionspeax fandtes gratis rundt omkring i landet i udvalgte streetwear og musikbutikker. Ved nummer 13 af magasinet overgik reklameannoncerne til en ny ejer og medførte, at annoncørerne ikke ville betale penge for at have deres reklamer hos en konkurrent, hvorefter ejerne besluttede at lukke ned for produktionen. Den officielle forklaring lød på "stigende udgifter og faldende interesse fra annoncører".
Det rygtes at Actionspeax atter vil genopstå en dag som nyt magasin med nye ejere, men indtil videre er intet bekræftet.
Actionspeax var i udgangspunktet et Aalborgensisk graffitimagasin. 